# Pertusaria xanthodes
Pertusaria xanthodes är en lavart som beskrevs av Müll. Arg. Pertusaria xanthodes ingår i släktet Pertusaria och familjen Pertusariaceae.   Inga underarter finns listade i Catalogue of Life.

## Källor

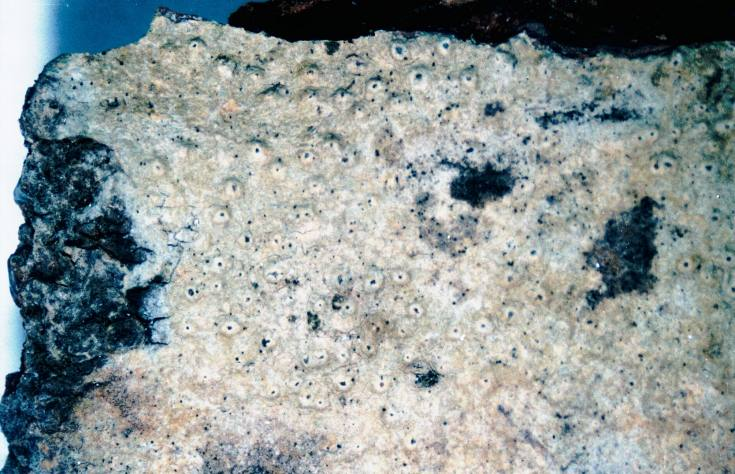
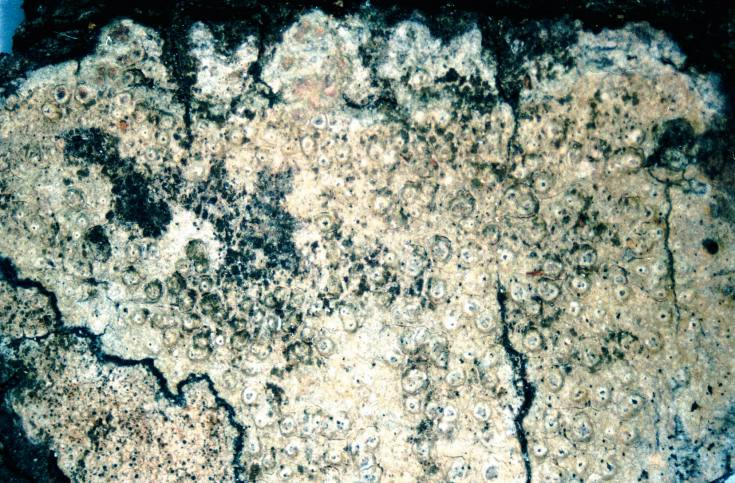
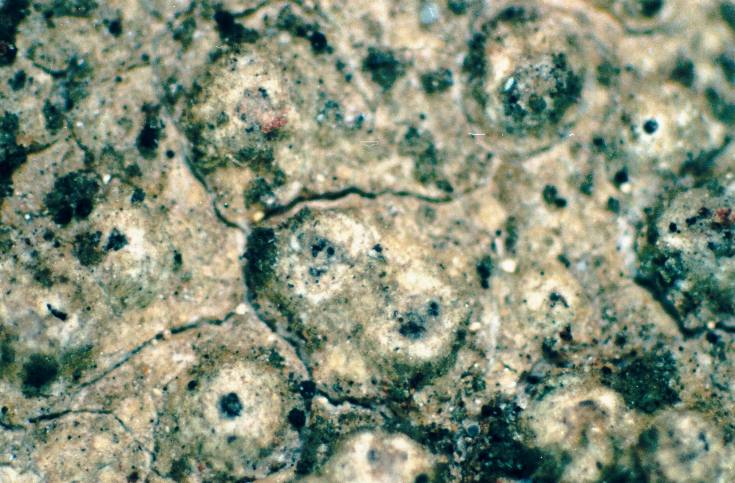
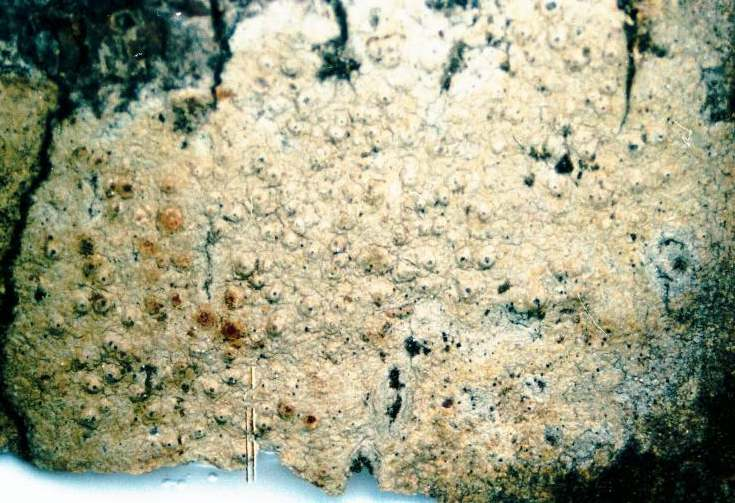